# Hydrolaetare
Hydrolaetare és un gènere d'amfibis de la família Leptodactylidae que es troba a Colòmbia, Guaiana Francesa, el Perú i el Brasil.

## Taxonomia
- Hydrolaetare caparu (Jansen, Álvarez & Köhler, 2007)
- Hydrolaetare dantasi (Bokermann, 1959)
- Hydrolaetare schmidti (Cochran & Goin, 1959)